# I. Ramiro aragóniai király
I. Ramiro (1006/1007 körül – Graus, 1063. május 8.) aragóniai király 1035-től haláláig.

## Élete
1007 előtt születhetett, a Jiménez-ház sarjaként, III. Sancho navarrai király és szeretője, Sancha de Aybar törvénytelen gyermekeként. I. Ramiro 1063. május 8-án, körülbelül 56 évesen hunyt el, miközben csapataival próbálta bevenni Graus városát.

## Családja
Apai nagyszülei García Sánchez (Pamplona királya) és Jimena Fernández volt.
Ramiró féltestvérei (apja feleségétől, Mayor García-tól, Kasztília és Álava grófnőjétől):
- García Sánchez (1016 novembere – 1054. szeptember 15.), aki Navarra királya volt 1035-től egészen haláláig. 1038-ban feleségül vette Stefániát, Bernard-Roger bigorre-i gróf leányát. Frigyükből nyolc gyermek jött világra, Száncsó, Ramiró, Ferdinánd Garcés, Rajmund, Ermezinda, Mayor, Urraca és Jiména. Az uralkodónak két fattyúgyermeke is született még, Sancho és Mencia.
- Ferdinánd (1016 körül – 1065. december 24.), aki Kasztília grófja volt 1029-től, és León királya 1037-től. Nőül vette Beni Alfons Száncsá león-i királyi hercegnőt, aki öt gyermeket szült férjének, Urraca-t, Száncsót, Elvirát, Alfonzt és García-t.
- Gonzaló (1020 körül – 1043. június 26.), aki Sobrarbe és Ribagorza kormányzója volt, két kisebb pireneus-i megyéé, melyeket még apja adományozott oda neki. Nem nősült meg és utódai sem születtek.
- Bernárdó
- Jiména
- Mayor

Ramiro 1036. augusztus 22-én nőül vette Bigorre-i Ermesinda grófnőt, aki öt gyermekkel ajándékozta meg férjét házasságuk 13 éve során.
- Sancho Rámírez (1043 körül – 1094. június 4.), aki 1063 és 1094 között Aragónia királya volt, 1076-tól 1094-ig pedig Navarra uralkodója is volt. 1065 környékén feleségül vette Urgell-i Izabella grófnőt, akivel öt évig voltak házasok. Egy közös fiuk született, Péter, 1068-ban vagy 1069-ben. Sancho 1076-ban újra megnősült, ezúttal a körülbelül 16 éves Montdidier Felícia grófnőt vette el. Frigyük 47 éve során három fiút szült férjének, Ferdinándot, Alfonzt és Ramiro-t. 1123-ban elhunyt Felícia, s özvegye állítólag harmadszorra is oltár elé állt, méghozzá Rouergue Filippa grófnővel. Egyes feltételezések szerint bigámiát követett el a király, ugyanis még Felícia férje volt, mikor papíron elvette Filippát. Más történészek szerint Filippa 1094-ben már IX. Vilmos aquitániai herceg második hitvese volt.
- García (? – 1086. július 17.), Jaca későbbi püspöke
- Teréza (1037 – ?), ő Provence-i William Bertrand őrgróf első hitvese lett, de közös gyermekük nem született.
- Száncsá (? – 1097), ő először Toulouse Vilmos gróf neje volt, ám nem lett közös gyermekük, másodjára pedig III. Ermengoll urgell-i gróf negyedik felesége lett, akinek már szült örököst.
- Urraca (? – 1077), ő apáca lett

Ermesinda 1049. december 1-jén, körülbelül 34 évesen elhunyt. A megözvegyült Ramiro király 4-5 év múlva ismét megházasodott. Új királynéja Poitiers Ágnes lett, aki valószínű, hogy az akkori aquitaniai herceg, VII. Vilmos két ismert leánya közül a kisebbik volt. Közös gyermekük nem született, ám a király halála után özvegye állítólag ismét férjhez ment, 1065 körül I. Péter savoyai gróf hitvese lett, akinek már szült két leánygyermeket, Ágnest és Alízt. Poitiers Ágnes 1078. augusztus 9-én újból megözvegyült.
Egy Amuña (Amunna) nevű nőtől született egy törvénytelen fia is, akit ugyanúgy Sanchónak neveztek el, mint Ramiro örökösét. Ramiro halála után ez a Sancho Ramírez Ribagorça grófságot örökölte.
| Előző uralkodó: nem volt | Aragónia királya 1035 – 1063 | Következő uralkodó: Sancho |